# بيترو ديرو
بيترو ديرو Pietro Deiro (1888 – 1954) عازف أكورديون أمريكي.
كان أحد أهم عازفي الأكورديون تأثيراً في النصف الثاني من القرن العشرين.

## حياته
ولد في الثامن والعشرين من أغسطس عام 1888 في سالتو كانافيزي في إيطاليا، وهو الأخ الأصغر لغيدو ديرو. وهاجر إلى الولايات المتحدة الأمريكية في عام 1907، وعاش مع عمه فريدريكو وعمل في مناجم الفحم في كلي إلوم في واشنطن.

## عزف الأكورديون
بدأ عزف الأكورديون ذو الأزرار احترافيا في سياتل في عام 1908. وخلال أشهر وصل إلى أخوه غيدو إلى سياتل، وبدأ يعلمه الأكورديون شبيه البيانو. وصارا نجمين في مسرج الفودفيل. 

## أعماله
سجل بيترو الكثير من التسجيلات لشركة فيكتور توكين ماشين. وخلال فترة الكساد الكبير وتدهور مسرح الفودفيل، أسس ستوديو للأكورديون في قرية غرينيتش في مدينة نيويورك، وأسس شركة لنشر موسيقى الأكورديون، وعرفت لاحقاً باسم منشورات بيترو ديرو.

## جمعية عازفي الأكورديون
كان رئيسا لجمعية عازفي الأكورديون الأمريكيين في عام 1938. ومات في عام 1954. 